# جزیره پالم (ساحل میامی)
جزیره پالم (به انگلیسی: Palm Island) یک منطقهٔ مسکونی در ایالات متحده آمریکا است که در میامی بیچ، فلوریدا واقع شده‌است. جزیره پالم ۳۲۹ نفر جمعیت دارد.